# Московские хроники
| Оценки критиков   | Оценки критиков |
| Источник          | Оценка |
| ----------------- | --- |
| Album of the Year | 3,4 из 10 звёзд · 3,4 из 10 звёзд · 3,4 из 10 звёзд · 3,4 из 10 звёзд · 3,4 из 10 звёзд · 3,4 из 10 звёзд · 3,4 из 10 звёзд · 3,4 из 10 звёзд · 3,4 из 10 звёзд · 3,4 из 10 звёзд |

«Московские Хроники» — второй студийный альбом российского рэпера Thrill Pill. Он был выпущен 19 июня 2020 на лейбле Warner Music Russia. В записи альбома приняли участие Blago White, SKB, MAYOT, 163onmyneck, LOCO OG ROCKA и Seemee.

## История
19 мая 2020 Thrill Pill опубликовал в Instagram, что лейбл Warner Music Russia обманул его:
Вся эта лейблская хуйня чисто наёб, чтоб большие дядьки зарабатывали миллионы на твоей музыке, а ты сидел посасывал. Молодые артисты, не ведитесь на авансы и прочую хуйню, никогда не жадничайте бабок на юристов.
Он также удалил клип на песню «Грустная песня».
Позже представители лейбла и артист договорились между собой. Тогда же стало известно, что Thrill Pill должен выпустить альбом летом 2020.
16 апреля 2020 Thrill Pill анонсировал Московские Хроники, а также снова высказал своё недовольство по поводу лейбла:
По договору я должен был сдать альбом «Откровения» до марта 2019 года. Но альбом вышел в ноябре. Проблема заключалась в том, что я столкнулся с творческим кризисом, и у меня ничего не писалось. Я не спорю, этот договор был подписан мной, но если у артиста ничего не идёт, зачем его дёргать и мешать работать?

## Запись
Специально для записи альбома Thrill Pill и его друзья сняли дом и построили там студию.

## Список композиций
Адаптировано под Spotify, Genius и Apple Music.
| №                   | Название                                   | Автор(ы)                    | Продюсер(ы)          | Длительность |
| ------------------- | ------------------------------------------ | --------------------------- | -------------------- | ------------ |
| 1.                  | «Багдад»                                   | Тимур Самедов               | Pretty Scream        | 1:53         |
| 2.                  | «Улицы Холодный» (при участии Blago White) | blago white Тимур Самедов   | Gredy VISAGANGBEATZ  | 3:18         |
| 3.                  | «Пузо»                                     | Тимур Самедов               | Basobeats Jord28n    | 1:40         |
| 4.                  | «Северный Полюс» (при участии SKB)         | SKB Тимур Самедов           | Yung Romero          | 2:24         |
| 5.                  | «Дима Билан» (при участии Mayot)           | Тимур Самедов MAYOT         | KERY FrozenGangBeatz | 2:04         |
| 6.                  | «Грязь!» (при участии 163onmyneck)         | Тимур Самедов 163ONMYNECK   | Hustla Beats         | 1:45         |
| 7.                  | «Италия» (при участии Loco OG Rocka)       | Loco OG Rocka Тимур Самедов | VISAGANGBEATZ        | 3:15         |
| 8.                  | «Московские Хроники» (при участии Seemee)  | SEEMEE Тимур Самедов        | VISAGANGBEATZ        | 2:27         |
| 9.                  | «Лил Аутро (55.650755, 37.760630)»         | Тимур Самедов               | PROOVY               | 1:15         |
| Общая длительность: | Общая длительность:                        | Общая длительность:         | Общая длительность:  | 19:57        |